# Salah Mejri
Salah Mejri (* 15. Juni 1986 in Jendouba, arabisch صالح الماجري) ist ein tunesischer Basketballspieler. Er spielt auf der Position des Centers.

## Laufbahn

### Vereinskarriere
Salah Mejri begann erst im Alter von 18 Jahren mit dem Basketballsport. Seine erste Station als Profi war Étoile Sportive du Sahel, wo er sowohl in der Saison 2006/07 als auch 2008/09 die tunesische Meisterschaft gewann. 2010 wechselte der Center in die belgische Ethias League zu den Antwerp Giants. Mit diesen erreichte er 2012 das Finale um den nationalen Pokal, unterlag dort aber Okapi Aalstar mit 89:96. Im Sommer 2012 verpflichtete der spanische Erstligist Blusens Monbus Mejri. In Spanien zog seine Mannschaft als Tabellenachter der Hauptrunde überraschend ins Playoff um die Meisterschaft ein. Mejri überzeugte mit 9,4 Punkten, 5,4 Rebounds und 1,6 geblockten Würfen pro Spiel und wurde am Ende der Spielzeit als Entdeckung der Saison geehrt. Im Sommer 2013 verpflichtete Real Madrid den tunesischen Center. In seinen beiden Jahren bei Real erzielte er durchschnittlich 5,37 (2013/14) und 4,32 (2014/15) Punkte in der spanischen Liga.
Mejri schloss am 29. Juli 2015 einen Vertrag für drei Jahre bei den Dallas Mavericks ab. Er war damit der erste tunesische Spieler der NBA-Geschichte. In seiner letzten Saison für Dallas 2018/19 erzielte er in 36 Spielen durchschnittlich 3,9 Punkte pro Spiel und erreichte 3,6 Rebounds. Erwähnenswert sind auch elf Dreipunktewürfe, die Mejri in dieser Saison verwertete. Nach 208 NBA-Einsätzen für die Texaner und einem Monat bei den Liaoning Flying Leopards in China kehrte er im Oktober 2019 zu Real Madrid zurück. Ende desselben Monats fiel er aufgrund eines Fußbruchs aus. Der Tunesier bestritt in der Saison 2019/20 nur vier Ligaspiele für Madrid sowie sechs Partien in der EuroLeague.
Er setzte seine Laufbahn in China fort, sein neuer Arbeitgeber wurden die Beijing Royal Fighters.

### Nationalmannschaft
Salah Mejri gewann mit der Tunesischen Nationalmannschaft im Jahr 2009 den Arabischen Nationenpokal durch ein 70:50 gegen Ägypten. Im selben Jahr holte er mit seinem Land bei der Basketball-Afrikameisterschaft die Bronzemedaille. Bei der Basketball-Weltmeisterschaft 2010 gehörte er erneut zum Endrundenkader, belegte jedoch mit Tunesien den 24. und letzten Platz. Im Jahr 2011 führte er seine Landesauswahl zum ersten Sieg bei der Afrikameisterschaft. Im Endspiel setzte sich Tunesien überraschend mit 67:56 gegen Angola durch und Mejri wurde für seine starken individuellen Leistungen zum MVP des Turniers gewählt. Der Titelgewinn qualifizierte sein Land zugleich erstmals für die Teilnahme an den Olympischen Spielen 2012 in London. Dort landete Tunesien auf dem elften Rang, Mejri selbst brachte es auf durchschnittlich 10,4 Punkte sowie 10 Rebounds pro Spiel und führte mit 3,4 geblockten Würfen die Turnierstatistik an. Im Jahr 2013 erreichte er mit Tunesien die Bronzemedaille bei den Mittelmeerspielen und belegte bei der Afrikameisterschaft den neunten Platz. 2015 wurde er mit der Auswahlmannschaft seines Landes Dritter der Afrikameisterschaft. 2019 nahm er wieder an der WM teil, 2021 wurde er mit der Mannschaft erneut Afrikameister. Mejri war beim Titelgewinn mit 16,2 Punkten je Begegnung zusammen mit dem eingebürgerten US-Amerikaner Michael Roll bester Korbschütze der von Dirk Bauermann als Trainer betreuten tunesischen Mannschaft.

## Erfolge und Ehrungen
Real Madrid
- EuroLeague: 2014/15
- Spanische Meisterschaft: 2014/15
- Spanischer Pokal: 2013/14, 2014/15, 2019/20
- Spanischer Supercup: 2013, 2014

Étoile Sportive du Sahel
- Tunesischer Meister (2): 2006/07, 2008/09

Nationalmannschaft
- Basketball-Afrikameisterschaft 2011, 2021: Gold
- Basketball-Afrikameisterschaft 2009, 2015: Bronze
- Mittelmeerspiele 2013: Bronze
- Arabischer Nationenpokal 2009: Gold

Ehrungen
- Entdeckung der Saison der Liga ACB: 2012/13
- MVP der Basketball-Afrikameisterschaft 2011